# 昭和設計 (建設コンサルタント)
昭和設計株式会社（しょうわせっけい）は、静岡県静岡市葵区に本社のある日本の建設コンサルタント、都市計画コンサルタント。他、建築士事務所や補償コンサルタント登録、測量業登録をしている。
もとは測量調査や土地区画整理・都市計画業務などを行っていた。
現在技術部は土木設計、都市デザイン、区画整理。調査部は測量調査、補償調査。ほか建築設計、企画開発・GISなど。
建築設計事務所を主としている同じ名称の大阪市の株式会社昭和設計との関連性は無い。

## 沿革
脚注・注釈・出典が無い限りはホームページの沿革を出典とする。
- 1950年 - 静岡市緑町に創業
- 1953年 - 株式会社測地社として設立
- 1956年 - 本社を新築移転
- 1958年 - 商号を昭和建設株式会社に変更
- 1962年 - 測量業法測量業者登録
- 1964年 - 中部事務所を藤枝市田中に新築移転
- 1967年 - 商号を昭和設計株式会社に変更
- 1970年 - 東部事務所を富士市石坂に新築移転
- 1973年 - 西部事務所を袋井市旭町に新築移転する
- 1984年 - 補償コンサルタント登録
- 1987年 - 建設コンサルタント登録
- 1991年 - 一級建築士事務所登録
- 1999年 - 新本社屋を開設
- 2004年 - 磐田市に磐田営業所を開設する
- 2005年 - 浜松市浜北区（現・浜名区）に浜松営業所を開設
- 2006年 - 裾野市佐野に裾野営業所を開設[要出典]
- 2013年 - 沼津市大岡に沼津営業所を開設
- 2017年 - 島田市旗指に島田営業所、掛川市上張に掛川営業所を開設
- 2018年 - 焼津市小土に焼津営業所を開設
- 2021年 - 静岡市葵区若松町41番地の1に新本社屋を新築移転し、静岡市駿河区下川原一丁目8番18号に本社をおく株式会社中日本コンサルタントを吸収合併[3]

## 営業内容
- 測量部門 - 各種測量業務、各種台帳作成、交通量調査、GISシステム開発
- 補償調査部門 - 補償調査、工損調査、立竹木調査
- 設計部門 - 道路･橋梁･河川･砂防･急傾斜設計、施工管理、構造物診断
- 都市整備部門 - 電線類地中化、駅前広場、都市公園、上下水道、PI業務、景観計画、交通計画、アンケート調査
- 環境計画部門 - 環境アセスメント、自然環境調査、環境復元計画、公園計画
- 都市計画部門 - 土地区画整理事業全般、都市計画、地区計画、まちづくり計画、地域づくり計画
- 建築部門 - 公共建築、一般住宅、耐震診断
- 開発部門 - 住宅団地･店舗･工場等開発行為

## 営業所
- 東部事務所
- 中部事務所
- 西部事務所
- 裾野営業所
- 沼津営業所
- 焼津営業所
- 島田営業所
- 掛川営業所
- 磐田営業所
- 浜松営業所